# Département Constantine
Das Département Constantine (französisch Département de Constantine) war ein Département in Französisch-Algerien, das von 1848 bis 1962 existierte. 

Lage des Departements in Algerien, Zustand von 1934 bis 1955

## Vorgeschichte
Die Zweite Französische Republik ging aus der Februarrevolution hervor. Ihr Beginn war der 25. Februar 1848. Nach einer kurzen Phase des Nebeneinanders von linken und liberalen Kräften setzten sich vor allem nach dem Juniaufstand 1848 die gemäßigten Liberalen durch. Als im Dezember 1848 Louis Napoleon Bonaparte die Präsidentschaftswahlen gewann, verstärkten sich die antirevolutionären Tendenzen.  

## Geschichte
Algerien wurde nicht als Kolonie, sondern als ein Teil des französischen Mutterlandes betrachtet und wurde am 9. Dezember 1848 offiziell in drei Provinzen eingeteilt.  In der Verordnung des Ratspräsidenten (Président du Conseil) vom 9. Dezember 1848 und 16. März 1849, Artikel 1 hieß es: 

„La division actuelle de l’Algérie en trois provinces est maintenue. Chaque province sera divisée en territoire civil et en territoire militaire. Le territoire civil de chaque province formera un département. (Übersetzung: Die aktuelle Aufteilung Algeriens in drei Provinzen wird beibehalten. Jede Provinz wird in ein ziviles und ein militärisches Territorium aufgeteilt. Das zivile Territorium jeder Provinz wird ein Departement bilden.)“

Die drei Provinzen entsprachen den drei Beyliks des Staates Algerien, der nach 1830 erobert worden war. 
Die Stadt Constantine wurde Präfektur des Departements, das den Nordosten von Algerien umfasste. Die beiden anderen waren das Département d’Alger im Zentrum des Landes und das Département d’Oran im Westen. Die Steppen und Wüstengebiete südlich des Atlasgebirges wurden nicht einbezogen und bildeten ein eigenes Territorium. Das Gebiet Algeriens bis zum Atlas wurde am Beginn der Dritten Republik (1870) völlig départementalisiert (der Zivilverwaltung unterstellt); das Département de Constantine hatte ab dann eine Fläche von etwa 192.000 km².
Es hatte mehrere Arrondissements  mit sechs Unter-Präfekturen: 
- Batna
- Bône
- Bougie
- Guelma
- Philippeville
- Sétif

## Reorganisation und Unabhängigkeit

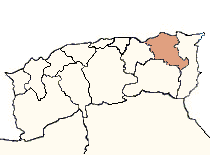
Das Département Constantine im Jahre 1962

Am 7. August 1955 wurde aus dem westlichen Teil des Departement Constantine das Département de Bône geschaffen.